# Синегубов, Григорий Иванович
Григорий Иванович Синегубов (1905—1986) — советский государственный деятель, генерал-майор инженерно-технической службы (18.11.1944).

## Биография
Родился 10 марта 1905 года в семье кузнеца на станции Дебальцево Екатерининской железной дороги в Бахмутском уезде Екатеринославской губернии.
В 1940—1946 заместитель наркома боеприпасов СССР. Во время войны награждён орденами Трудового Красного Знамени (05.08.1944), Отечественной войны I степени (18.11.1944), Кутузова II степени (16.09.1945).
Генерал-майор инженерно-технической службы (18.11.1944).
В 1946—1952 заместитель министра сельскохозяйственного машиностроения (в это министерство был преобразован наркомат боеприпасов).
В 1952 году арестован по обвинению в нецелевом использовании фондов металлопроката. Приговорен к 3 годам ИТЛ. Отбывал наказание в Ярославской ИТК-1. В апреле 1953 года освобождён и реабилитирован.
Умер в 1986 г. Похоронен на Кунцевском кладбище в Москве.
Брат — Синегубов, Николай Иванович.